# Paul Tang
Paul Tang (Haarlem, 23 aprile 1967) è un politico olandese, europarlamentare dal 2014 (VIII e IX legislatura). .

## Incarichi
È Presidente della Sottocommissione per le questioni fiscali e membro della Conferenza dei presidenti di commissione, della Commissione per i problemi economici e monetari e della Delegazione per le relazioni con gli Stati Uniti. Ad aprile 2021 fa parte del Gruppo dell'Alleanza progressista dei Socialisti e dei Democratici al Parlamento europeo.